# Rissoa variabilis
Rissoa variabilis, tên tiếng Anh: variable risso, là một loài ốc biển nhỏ, là động vật thân mềm chân bụng sống ở biển trong họ Rissoidae.